# Szinab
Szinab (hebr. שִׁנְאָב) – według biblijnej Księgi Rodzaju (14, 1-10) król Admy, który wraz z czterema królami wszczął nieudany bunt przeciwko królowi Elamu Kedorlaomerowi. Jego imię może być tłumaczone jako Sin jest jego ojcem.